# Victor Hugo (croiseur cuirassé)
Pour les articles homonymes, voir Victor Hugo (homonymie).
Le Victor Hugo est un croiseur cuirassé de classe Léon Gambetta de la marine française, lancé en 1904 et en service jusqu'en 1928. Il combattit en Méditerranée pendant la Première Guerre mondiale.

## Caractéristiques
- Déplacement : 12 500 tonnes
- Longueur 148 m
- Largeur : 21,40 m
- Tirant d'eau : 8,20 m
- Vitesse maximale : 22 nœuds
- Armement : 
  - 4 canons de 194 mm (deux tourelles doubles, une à l'avant et l'autre à l'arrière),
  - 16 canons de 164 mm (six tourelles latérales doubles et quatre en casemate),
  - 22 canons de 47 mm,
  - 4 tubes lance-torpilles de 450 mm.

## Histoire

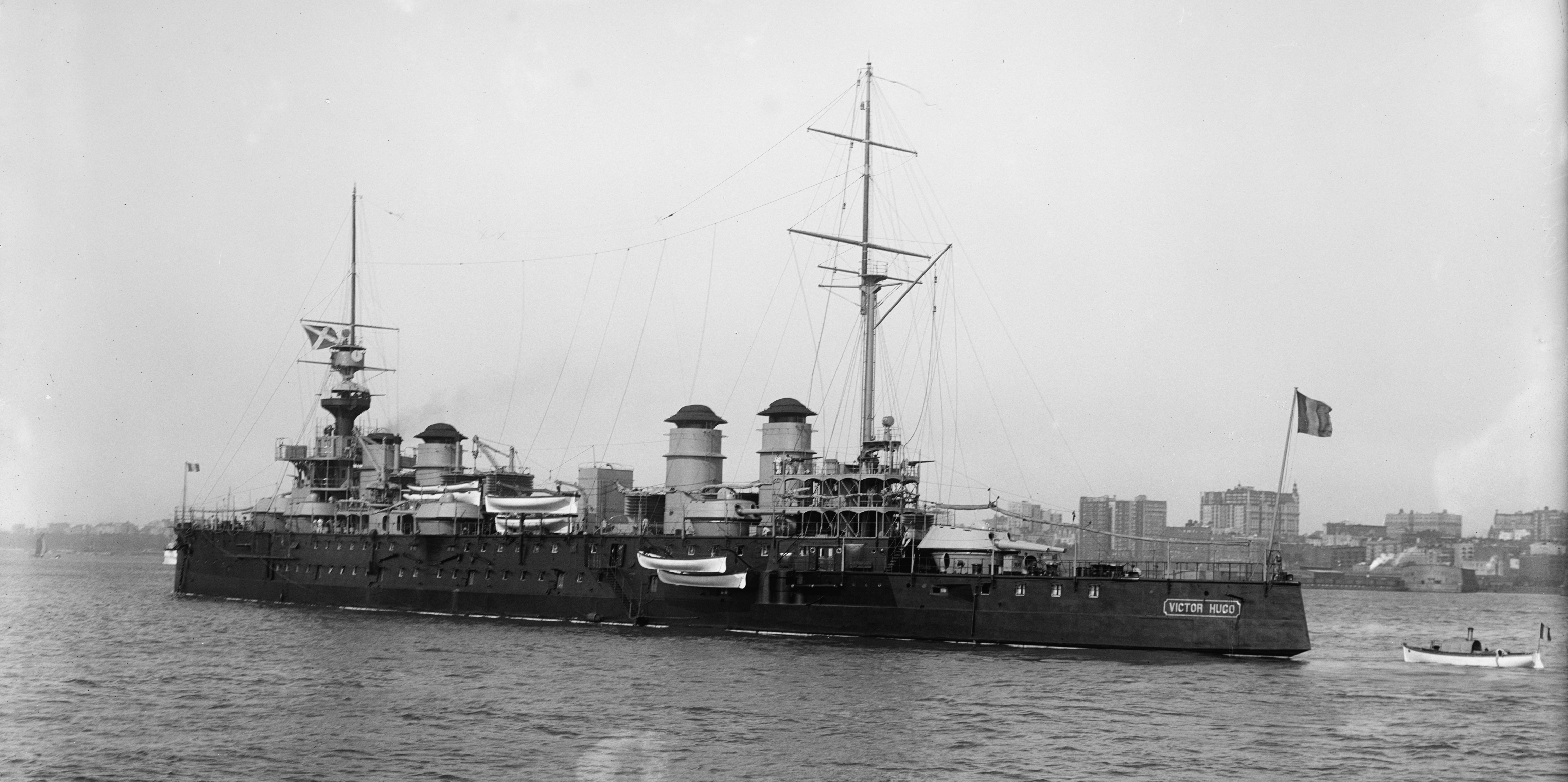
Victor Hugo circa 1907

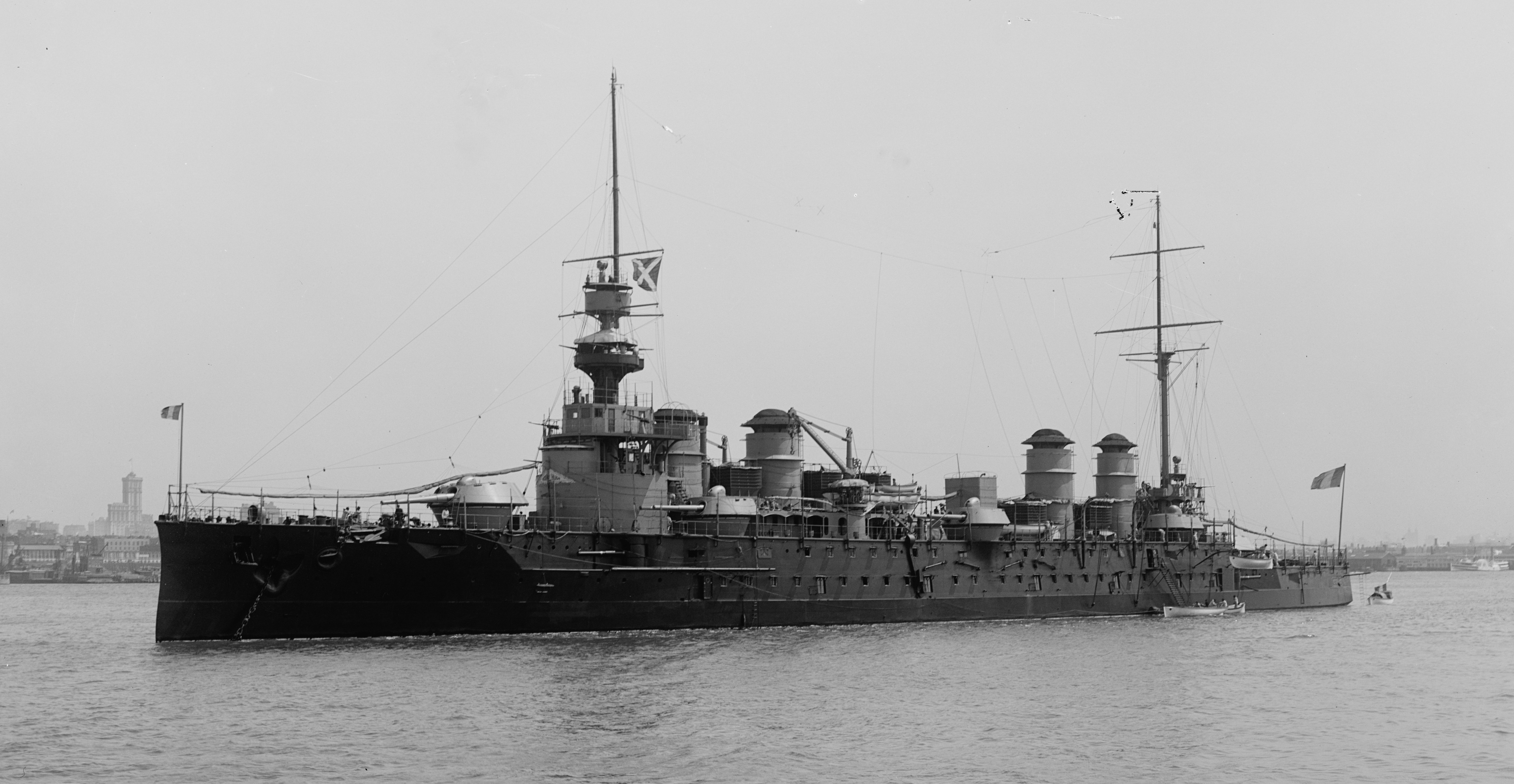
Victor Hugo circa 1907

Il est le deuxième croiseur cuirassé de la classe, après le Léon-Gambetta (lancé en 1902) et avant le Jules Ferry (lancé en 1907). 
Sa construction débute à l'arsenal de Lorient en mars 1903, et il est lancé le 30 mars 1904. Il est mis en service actif en avril 1907 et affecté à la flotte de Méditerranée. Il est mis en réserve de janvier 1911 à février 1912. Il participe à la Première Guerre mondiale, combattant en Méditerranée, puis est mis en réserve en juillet 1918. Il est réarmé en 1922 et affecté à la division volante de l'Atlantique le 21 août. Il effectue un voyage en Extrême-Orient avant d'être placé en réserve à Toulon le 11 juillet 1923. Il est rayé des listes le 2 janvier 1928, puis vendu pour démolition le 26 novembre 1930. 